# 프라이스 오브 글로리
《프라이스 오브 글로리》(영어: Price of Glory)는 미국에서 제작된 칼로스 어빌라 감독의 2000년 스포츠 드라마 영화이다. 지미 스미츠 등이 출연하였고, 목터수마 에스파자 등이 제작에 참여하였다. 이 영화는 캘리포니아주의 헌팅턴 파크와 애리조나주의 노갤러스에서 촬영되었다. 이 영화는 2000년 3월 31일 뉴 라인 시네마를 통해 개봉되었다.

## 출연진
- 지미 스미츠
- 마리아 델마
- 존 세이다
- 클리프턴 콜린스 주니어
- 론 펄먼
- 루이스 맨딜로어
- 폴 로드리게스
- 제프 랭턴

## 기타 제작진
- 배역: 리처드 퍼가노
- 미술: 롭 윌슨 킹
- 의상: 루스 카터